# Lock N' Load with R. Lee Ermey

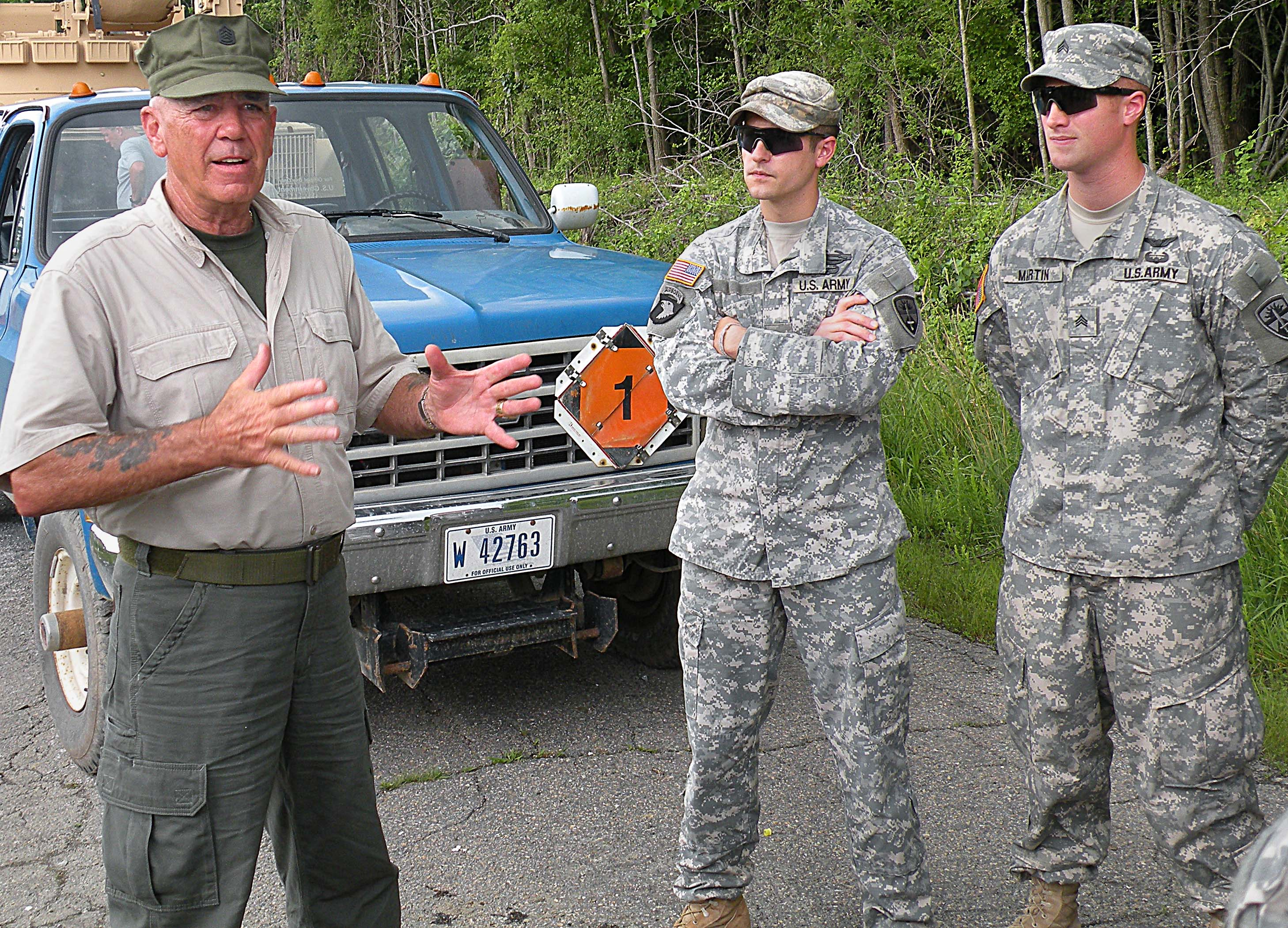
R. Lee Ermey i sin Vietnam-Era Uniform (Vänster) tillsammans med två Amerikanska soldater

Lock n' Load with R. Lee Ermey var en TV-serie som sändes i 13 avsnitt på History Channel 2009.
Serien handlar R. Lee Ermey, som visar och skjuter olika historiska och moderna eldhandvapen, men också artilleri.
Han kör även militära fordon, bilar, stridsvagnar, helikoptrar.
I ett avsnitt testar han också olika sprängmedel.

## Avsnitt
1. Artillery
2. Machine guns
3. Tanks
4. Pistols
5. Helicopters
6. Armored Viehicles
7. Shotguns
8. Rockets
9. Blades
10. Ammo
11. Rifle
12. Machine guns 2
13. Bunker Busters